# Leptodermis virgata
Leptodermis virgata är en måreväxtart som beskrevs av Michael Pakenham Edgeworth och Joseph Dalton Hooker. Leptodermis virgata ingår i släktet Leptodermis och familjen måreväxter. Inga underarter finns listade i Catalogue of Life.